# Czesław Żak (geolog)
Czesław Żak (ur. 27 sierpnia 1921 w Brzeszczach, zm. 2 marca 1992 w Kielcach) – polski geolog, doktor nauk przyrodniczych.
Czesław Żak był pierwszym dyplomowanym absolwentem Wydziału Nauk Przyrodniczych Uniwersytetu Wrocławskiego w dziedzinie geologii (1950). W latach 1950–1955 pracował na uczelni jako asystent prof. Henryka Teisseyre'a. Organizował też Dolnośląską Stację Państwowego Instytutu Geologicznego. W 1955 roku objął kierownictwo Świętokrzyskiej Stacji Terenowej Instytutu w Kielcach (przekształconej w 1971 roku w Oddział Świętokrzyski). Wcześniej, bo w 1954 roku, został członkiem Polskiego Towarzystwa Geologicznego. W latach 1956–1962 był członkiem Zarządu Głównego PTG. Był również organizatorem Oddziału Świętokrzyskiego Towarzystwa, w którego władzach zasiadał w latach 1963–1967 jako Przewodniczący Zarządu oraz w latach 1971–1974 jako przewodniczący Komisji Rewizyjnej. Na emeryturę przeszedł w 1982 roku.

Prace badawcze Czesława Żaka skupiały się wokół zagadnień sedymentologicznych i tektonicznych wybranych formacji paleozoicznych w Sudetach i Górach Świętokrzyskich. W późniejszym okresie zajmował się również hydrogeologią, przyczyniają się m.in. do opracowania map hydrogeologicznych okolic Kielc i Radomia. Był autorem ponad 90 prac naukowych oraz licznych opinii, ekspertyz i recenzji. Za swą działalność został odznaczony: Krzyżami: Kawalerskim i Oficerskim Orderu Odrodzenia Polski, Złotym Krzyżem Zasługi, licznymi odznakami i dyplomami oraz tytułem dyrektora górniczego I stopnia. Pośmiertnie nadano mu Odznakę honorową „Za Zasługi dla Ochrony Środowiska i Gospodarki Wodnej”.
W 1950 roku Czesław Żak zawarł związek małżeński z Haliną Boruszak – wybitną polską geolog i paleontolog. Małżeństwo miało dwóch synów: Marka (ur. 1951) oraz Michała (ur. 1962).